# Volodîmîrivka (Ordo-Vasîlivka), Sofiivka
Volodîmîrivka (în ucraineană Володимирівка) este un sat în comuna Ordo-Vasîlivka din raionul Sofiivka, regiunea Dnipropetrovsk, Ucraina.

## Demografie
Componența lingvistică a localității Volodîmîrivka
     Ucraineană (92,78%)
     Rusă (7,22%)
Conform recensământului din 2001, majoritatea populației localității Volodîmîrivka era vorbitoare de ucraineană (92,78%), existând în minoritate și vorbitori de rusă (7,22%).